# Caesar van Everdingen

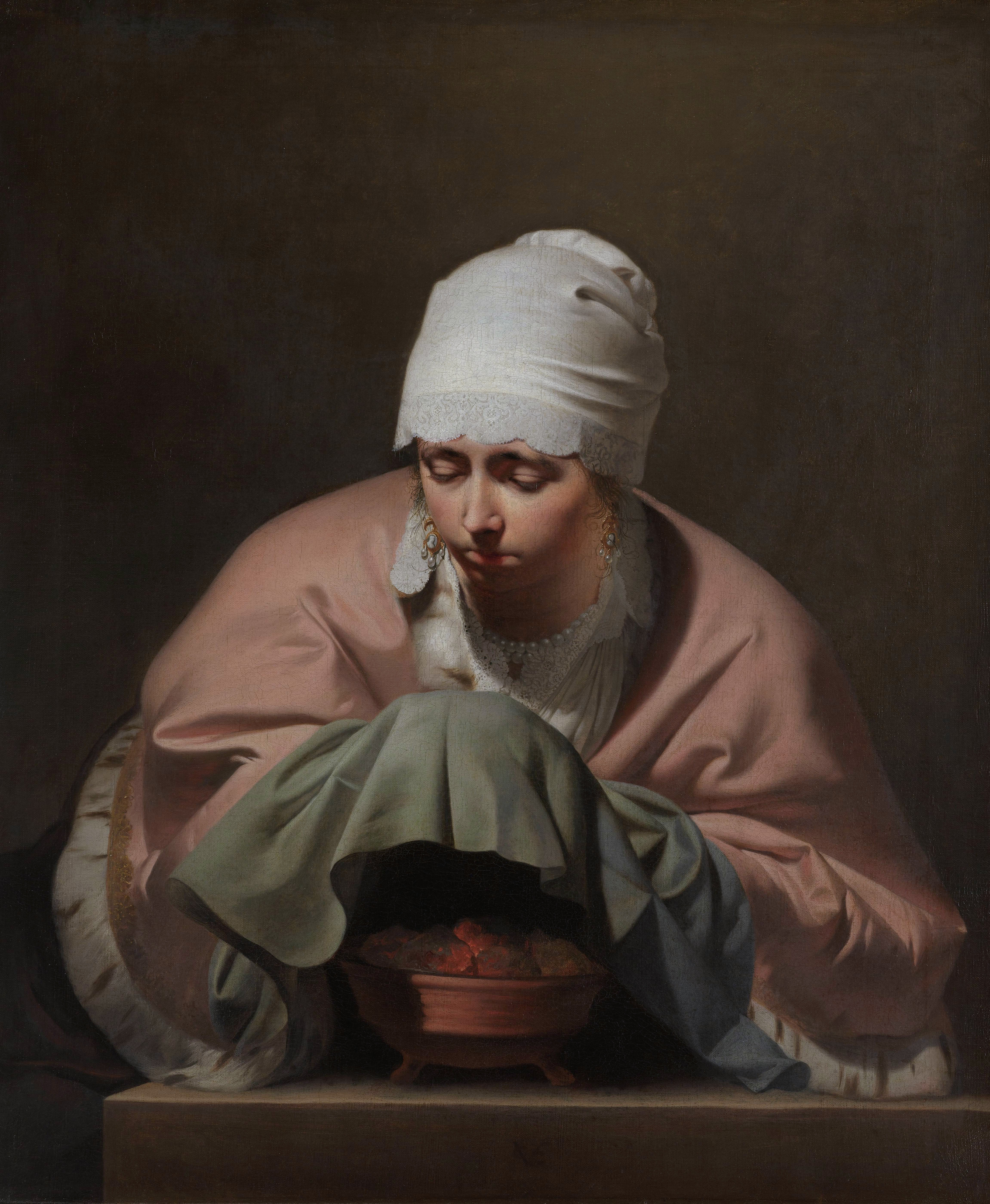
Młoda kobieta ogrzewająca ręce, 1646

Caesar Boëtius van Everdingen właściwie Caesar Pietersz. van Everdingen (ur. ok. 1616 w Alkmaarze, pochowany 13 października 1678 tamże) – holenderski malarz barokowy, brat Allarta van Everdingena.
Kształcił się w Utrechcie, większą część życia spędził w rodzinnym Alkmaar, gdzie w 1632 został członkiem gildii św. Łukasza, w latach 1638-48 przebywał w Haarlemie. W 1646 ożenił się z Heleną van Oosthoorn, para nie miała dzieci. Artystę pochowano w kościele Laurenskerk (św. Wawrzyńca) w Alkmaar.
Caesar van Everdingen malował głównie kompozycje o tematyce mitologicznej, historycznej i religijnej, sceny rodzajowe i portrety pojedyncze, jak i zbiorowe. Był przedstawicielem klasycyzmu w malarstwie holenderskim, tworzył pod wpływem Jacoba van Campena, z którym współpracował i malarzy haarlemskich Pietera de Grebbera i Salomona de Bray. Jego uczniami byli Jan Theunisz Blanckerhoff, Adriaen Dekker, Hendrik Graauw i Thomas Heeremans.

## Wybrane prace
- Regenci, 1634, Alkmaar,
- Diogenes, Haga,
- Sokrates, Ksantypa i Alcybiades.